# Elefantopina
Elefantopina es un compuesto químico natural extraído de la planta Elephantopus elatus del género Elephantopus, de la familia Compositae. Es una lactona sesquiterpénica con un esqueleto germacranólido, que contiene dos anillos de lactona y un grupo funcional epóxido.
Ha demostrado tener una actividad antitumoral.